# Navelsvin
Navelsvin eller pekarisvin (Tayassuidae) är en familj i ordningen partåiga hovdjur med fyra arter fördelade på 2 till 3 släkten. Dessa djur förekommer i Amerika. Familjen är nära släkt med svindjuren från Gamla världen.
Ordet pekari kommer från det brasilianska tupíspråket och kan översättas med "djuret som skapar många stigar genom skogen". Enligt en annan källa är liknande former som pakira eller pachira djurets trivialnamn i olika sydamerikanska språk.

## Systematik och evolution
Familjen består av följande arter:
- Tayassu pecari
- Pecari tajacu
- Catagonus wagneri

Vissa biologer räknar Tayassu pecari och Pecari tajacu till samma släkte så att den senare får det vetenskapliga namnet Tayassu tajacu.
I juni 2004 upptäcktes i Brasilien en population av navelsvin som når upp till 1,35 meters längd och 40 kilograms vikt. Den beskrevs 2007 som en ny art där den fick det vetenskapliga namnet Pecari maximus.
Trots att familjen idag bara finns i Amerika uppkom djurgruppen troligtvis i Asien där det har hittats fossil från oligocen. Under miocen vandrade de till Afrika, Europa och Nordamerika. Efter pliocen fanns de bara kvar i Nordamerika. Till Sydamerika kom djurgruppen först för 3 miljoner år sedan efter att landbron vid Panamanäset hade bildats.

## Kännetecken
I utseende liknar navelsvin arterna i familjen svindjur. Sitt namn fick dessa djur efter en stor körtel på ryggens bakre del som är gömd under hår och som utsöndrar ett myskliknande ämne. Särskilt hos arten Tayassu pecari är lukten intensiv. Liksom svindjuren har navelsvin ett snabelformigt tryne men i motsats till dessa är extremiteterna slanka och i svansen finns bara 6 till 9 kotor istället för 20 till 23. De två mellersta tårna är som hos idisslare sammanvuxna och hörntänderna är kortare än hos svindjuren. Trots allt är dessa hörntänder dolkliknande vapen och används med fördel mot naturliga fiender som puma och jaguar. Tandformeln är I 2/3 C 1/1 P 3/3 M 3/3, alltså 38 tänder. Navelsvinens magsäck är delad i tre segment men de idisslar inte.
Arterna når en kroppslängd (huvud och bål) av 75 cm till 110 cm och en svanslängd av 15 till 10 cm.
I motsats till svindjuren är navelsvinens extremiteter längre och smalare. Pälsens färg är vanligen brun- till gråaktig och hos några individer förekommer fläckar i gul eller vit. Mellan hannar och honor finns ingen tydlig könsdimorfism.
Tayassu pecari lever i grupper med upp till 400 individer medan de andra två arterna bildar grupper med 4 till 20 exemplar. För Pecari tajacu och Catagonus wagneri är gruppens revir mellan 30 och 1 100 hektar stort medan Tayassu pecari har territorier upp till 110 km².
Hannar etablerar en hierarki i gruppen och honor parar sig oftast men inte alltid med den högst rankade hannen. Efter dräktigheten som varar i omkring 5 månader föder honan en till fyra ungar. Ungarna dias i 50 till 75 dagar. Hos Pecari tajacu förekommer det i sällsynta fall att honan ger mjölk åt främmande ungar. Könsmognaden infaller för honor efter cirka 33 veckor och för hannar efter ungefär 46 veckor men den första lyckade parningen sker vanligen under andra levnadsåret. I naturen blir navelsvin mellan 9 och 16 år gamla, individer i fångenskap blev upp till 24 år gamla.
Navelsvin livnär sig av växtdelar som rotfrukter, gräs och frukter men även av mindre djur och ägg.

## Utbredning
Navelsvin förekommer huvudsakligen i Syd- och Centralamerika, men även sydvästra USA tillhör familjens utbredningsområden. Tidigare hade de ingen kontakt med svindjur från familjen Suidae men idag finns införda vildsvin och förvildade tamsvin i Nordamerika som utgör en allt större konkurrens.

## Navelsvin och människor
Navelsvin jagas för deras hud som omarbetas till läder. Lädret anses som mjukt, hållbart och värmande. Det används till exempel för produktion av kostsamma läderhandskar.
Navelsvin som letar efter föda i odlad mark betraktas ofta som skadedjur.
IUCN listar Catagonus wagneri som starkt hotad, Tayassu pecari som nära hotad och Pecari tajacu som livskraftig. Pecari maximus listas än så länge med kunskapsbrist.